# Kwon Eun-bi
Kwon Eun-bi (Seul, 27. rujna 1995.), poznata pod mononimom kao Eunbi, južnokorejska je pjevačica i glumica. Počela je pjevati kao članica djevojačke grupe Ye-A pod umjetničkim imenom Kazoo. Sudjelovala je u Mnetovoj reality-natjecateljskoj emisiji Produce 48, gdje je završila na 7. mjestu te je postala članica južnokorejsko-japanske djevojačke grupe Iz*One 31. kolovoza 2018. godine.
Nakon raspuštanja grupe Iz*One u travnju 2021. samostalno je debitirala 24. kolovoza 2021. izdavanjem svog prvog albuma Open.